# Sven-Göran Odéen
Sven-Göran Odéen, född den 17 oktober 1913 i Jönköping, död den 25 november 1980 i Falun, var en svensk ämbetsman. Han var son till Sigurd Odéen.
Odéen avlade studentexamen i Härnösand 1932 och juris kandidatexamen vid Uppsala universitet 1938. Han genomförde tingstjänstgöring i Älvdals och Nyeds, Ångermanlands södra och Västernärkes domsagor samt Stockholms rådhusrätt 1938–1941. Odéen blev extra länsnotarie i Östergötlands län 1943, förste länsnotarie i Värmlands län 1953, extra ordinarie länsassessor där 1959, förste länsassessor i Kopparbergs län 1960, tillförordnad landssekreterare där 1965, ordinarie landssekreterare 1967 och länsråd 1971. Han var lagman i Länsrätten i Kopparbergs län 1979–1980. Odéen blev riddare av Nordstjärneorden 1965 och kommendör av samma orden 1971.